# Pseuderesia cornesi
Pseuderesia cornesi är en fjärilsart som beskrevs av Henry Stempffer 1969. Pseuderesia cornesi ingår i släktet Pseuderesia och familjen juvelvingar. Inga underarter finns listade i Catalogue of Life.